# Fibricola texensis
Fibricola texensis är en plattmaskart. Fibricola texensis ingår i släktet Fibricola och familjen Diplostomatidae. Inga underarter finns listade i Catalogue of Life.